# Andover (Hampshire)
Andover is een civil parish in het bestuurlijke gebied Test Valley, in het Engelse graafschap Hampshire. De plaats telt 45.969 inwoners.

## Stedenbanden
- Redon (Frankrijk)
- Goch (Duitsland)

## Geboren in Andover
- Ronnie Bond (1940-2018), drummer van The Troggs
- Reg Presley (1941-2013), zanger van The Troggs
- Pete Staples (1944), bassist van The Troggs
- Kate Howey (1974), judoka
- Katie Piper (1983), presentatrice, campagnevoerster voor liefdadigheid en voormalig fotomodel

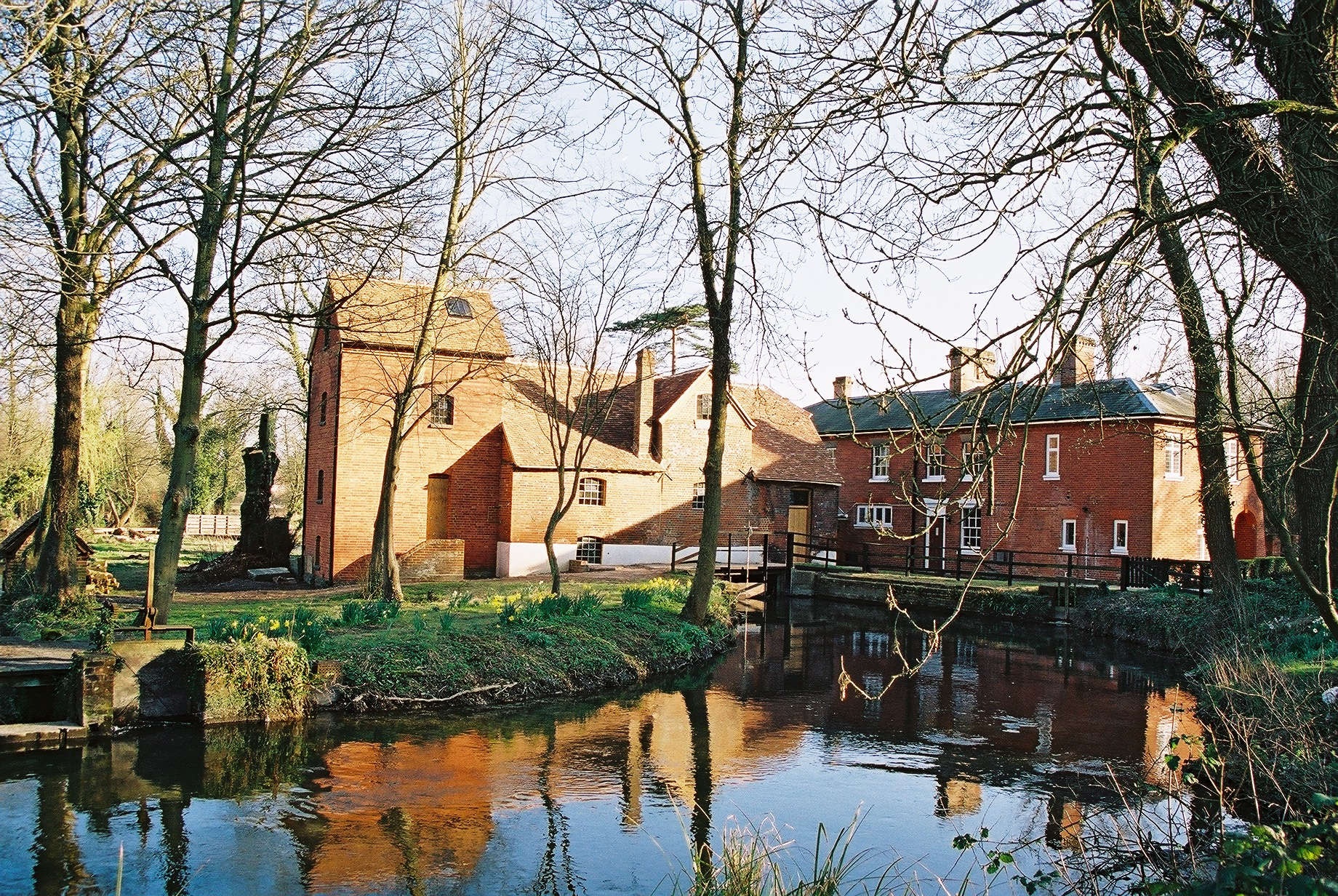
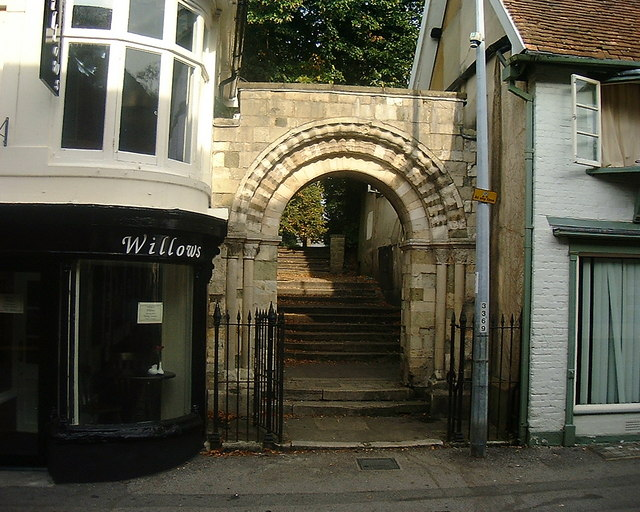
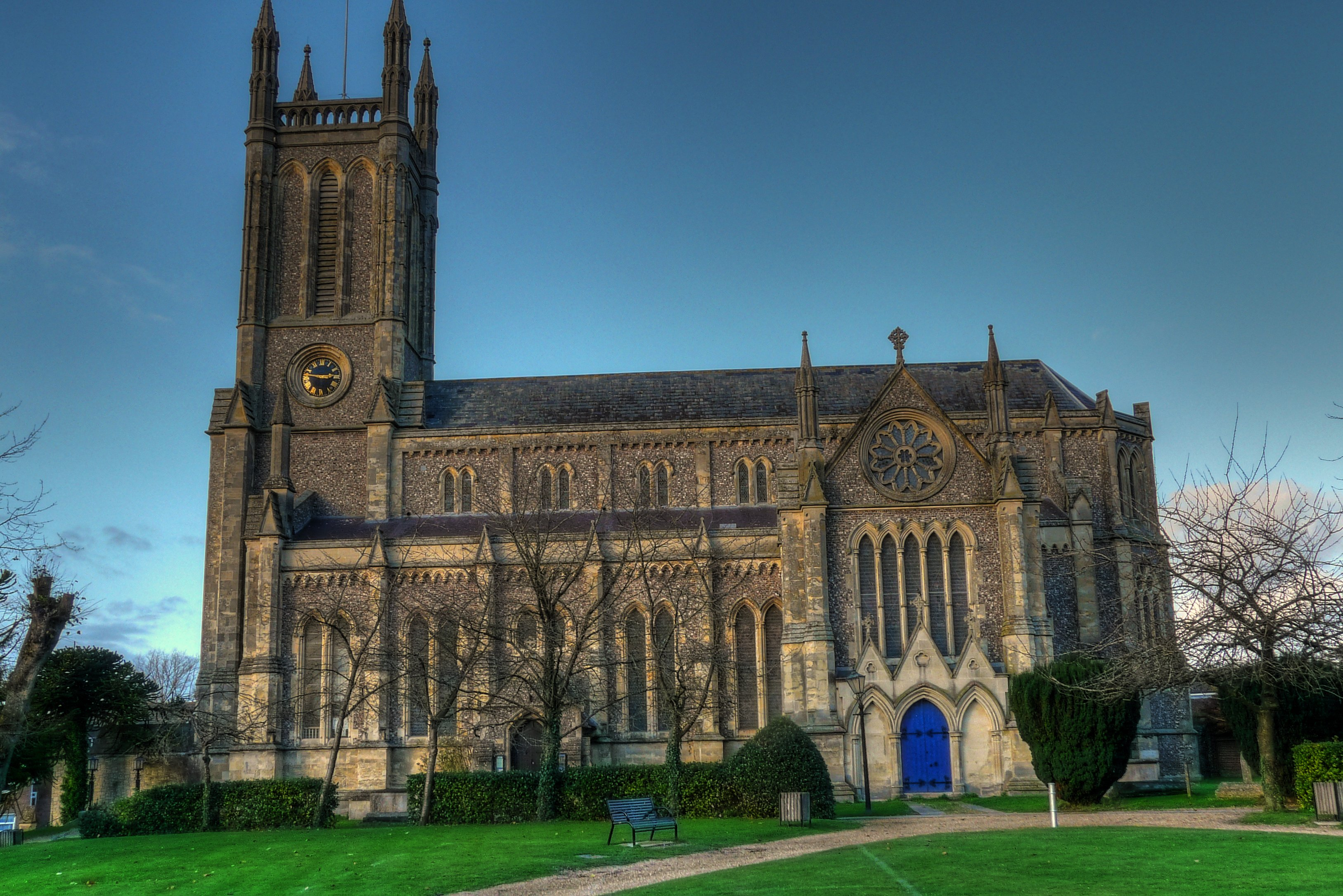
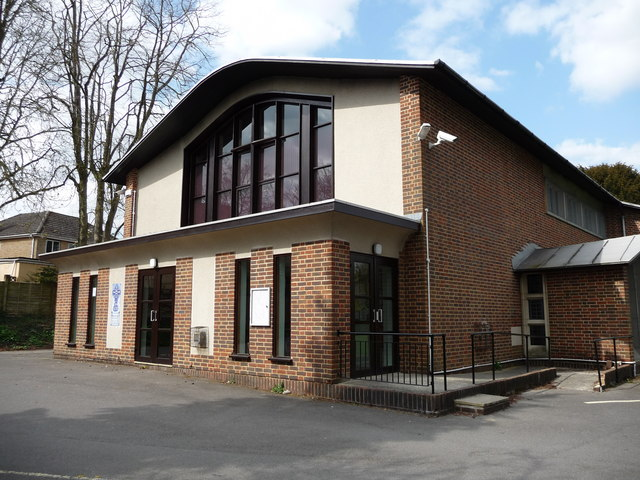
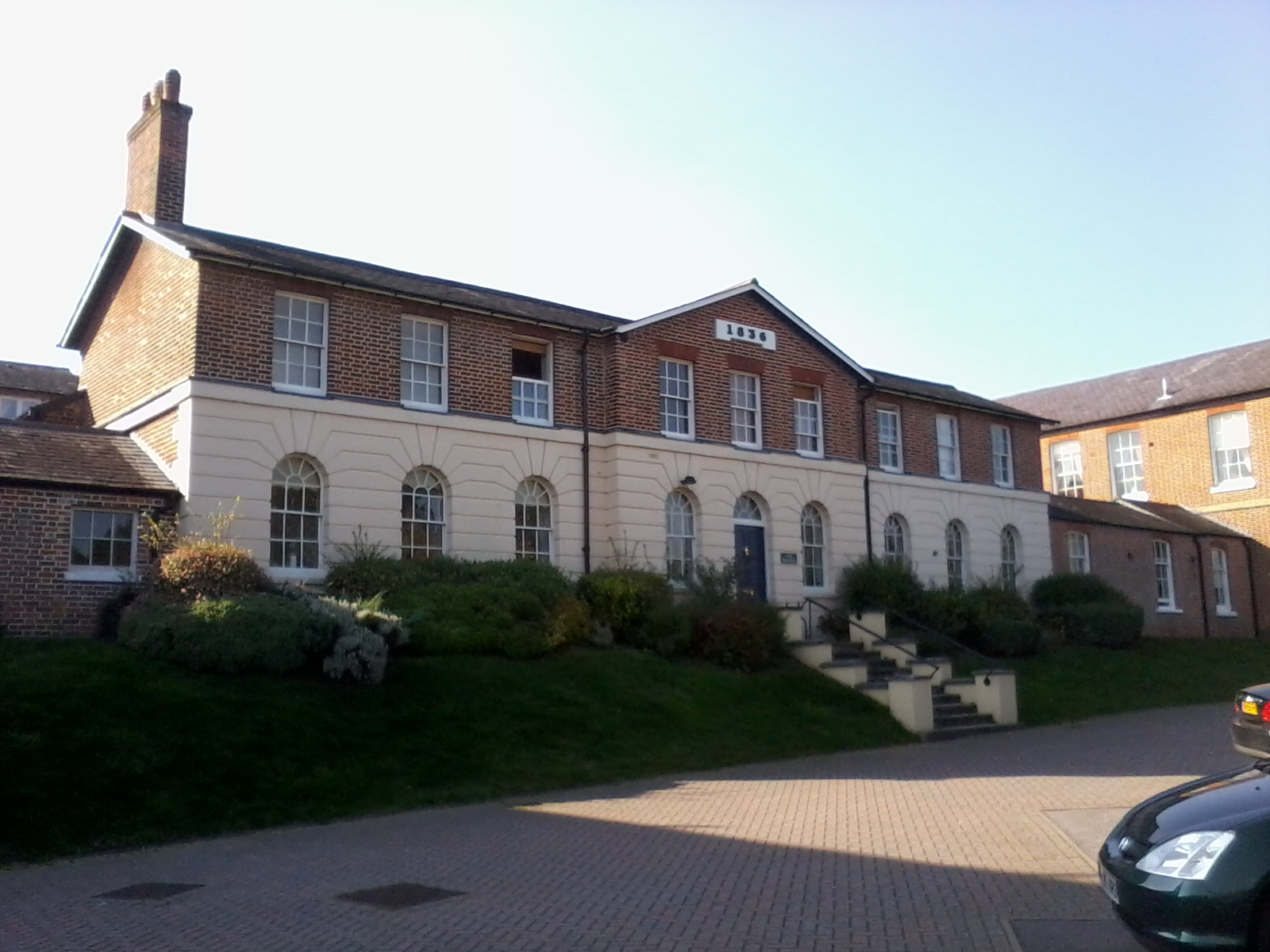
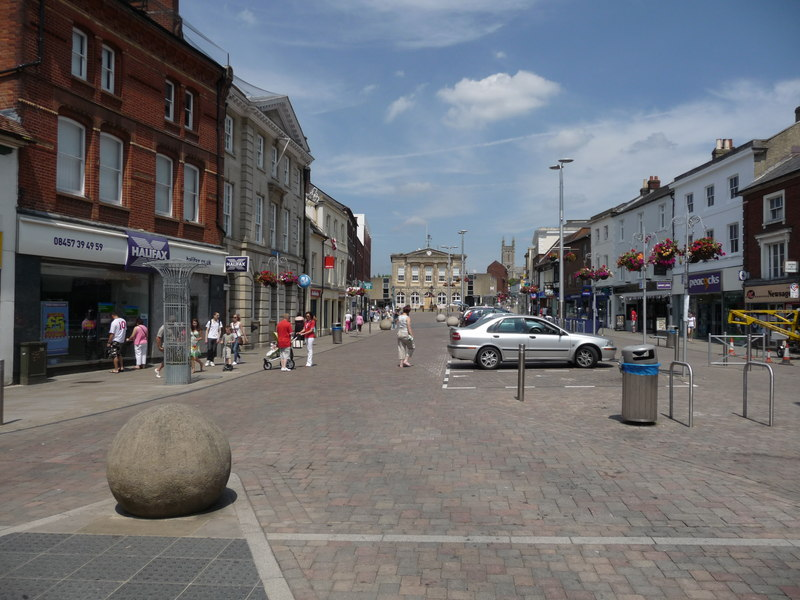
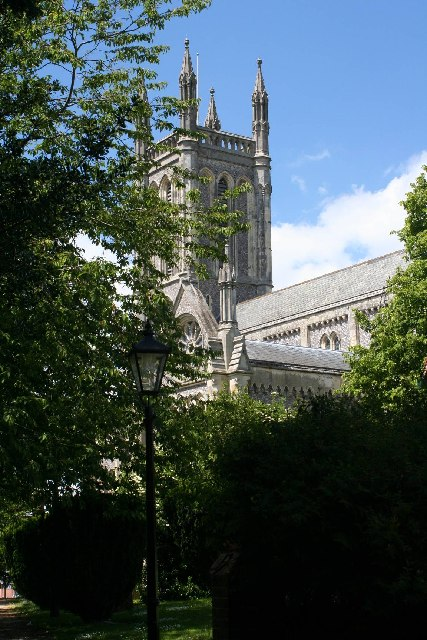